# Sarcophaga variabilis
Sarcophaga variabilis är en tvåvingeart som först beskrevs av Guilherme A.M.Lopes 1958.  Sarcophaga variabilis ingår i släktet Sarcophaga och familjen köttflugor.
Artens utbredningsområde är Palau. Inga underarter finns listade i Catalogue of Life.